# Jill Jackson
Jill Jackson (født 24. januar 1979) er en pop/folk/country singer/songwriter fra Skotland, Storbritannien. Jill Jackson er blandt andet kendt som forsanger i bandet Speedway.